# Farinera de la Trobada
La Farinera de la Trobada, també anomenada de Montferrer, és una antiga farinera situada a l'indret de la Trobada del municipi Montferrer i Castellbò (Alt Urgell) transformada en un museu després d'obres de restauració promogudes pel Consell Comarcal de l'Alt Urgell per incloure el museu a la Ruta dels oficis d'ahir.

## Història
La història de la farinera va unida a la història de la Comunitat de Regans del Rec dels Quatre Pobles, comunitat que agrupa a pagesos d'Anserall, Castellciutat, Montferrer i Adrall. La comunitat n'és la propietaria i va ser la promotora de la construcció de la farinera.

## L'edifici i el procés de moldre
L'edifici consta de planta baixa i tres pisos. Una escala interior separa la farinera en dues meitats.
A l'esquerra, vist des de la porta principal, hi trobem els antics habitatges dels moliners. Al costat de la dreta hi ha les quatre plantes de la farinera pròpiament dita. Habitualment hi treballaven entre dos i quatre homes, depenent de la feina que hi hagués. No tenien un horari fix de treball, sinó que feien segons calia. La producció de farina, segó i trits comprenia tres fases: neteja, remull i trituració del cereal. Amb tot, el procés era força més complex. Els cereals i la farina pujaven i baixaven d'una planta a l'altra nombroses vegades.
La farinera es va construir l'any 1911 damunt de l'antic molí fariner de la Trobada (1868), o de les Tres Moles. Com d'altres antigues farineres, a la dècada de 1960 va començar a perdre competitivitat davant de les noves tecnologies de moldre cereals. L'economia de mercat d'aleshores obligava a fer modificacions en la mecanització de la farinera, però degut a la seva estructura, la farinera no admetia aquestes modificacions. A més molts camps de secà van convertir-se a camps de regadiu i el 1963 finalment es va tancar.

## La maquinària
Els trets més característics de la maquinària de la farinera són que funcionava amb energia hidràulica i que és tota de fusta, metall i roba. La fusta de les conduccions per on circulava el gra i la farina i la de les màquines és de Flandes i Melis. Un conjunt de politges de fusta i ferro, corretges de cuir i unes poques cadenes accionaven les 26 màquines principals que hi ha. Hi trobem un seguit de dipòsits i conductes que, tot i no ser màquines, mereixen la nostra atenció, tant per entendre bé el procés de la farina com pel bon estat en què es troben.

## Distribució de la maquinària
| Distribució de la maquinària        | Denominació dels estris emprats              |
| ----------------------------------- | -------------------------------------------- |
| Tercera planta - Sala del planxista | * Planxista.                                 |
|                                     | * Purgaders del segó i dels trits.           |
|                                     | * Dipòsit del gra.                           |
|                                     | * Remull.                                    |
|                                     | * Zig-zag.                                   |
|                                     | * Màquina de l'aire.                         |
| Segona planta - Sala del sesord     | * Mescladora.                                |
|                                     | * Sesord.                                    |
|                                     | * Límpies i dipòsit petit.                   |
|                                     | * Purgader dels trits.                       |
|                                     | * Purgader del segó.                         |
| Primera planta - Sala de màquines   | * Torn del segó.                             |
|                                     | * Dipòsit de la farina i dels trits.         |
|                                     | * Quadre de llums i extintor.                |
|                                     | * Carropedrer i triavecer.                   |
| Planta baixa - Sala d'empac         | * Tolva gran.                                |
|                                     | * Tolva petita.                              |
|                                     | * Politges i corretjam.                      |
|                                     | * Tubs empacadors de la farina i dels trits. |
|                                     | * Bàscula de la farina.                      |
|                                     | * Bàscula del gra.                           |
|                                     | * Mola.                                      |
|                                     | * Parador.                                   |
|                                     | * Turbina.                                   |